# 阿索斯山
阿索斯山（希臘語：Άθως，[ˈa.θos]）為希臘東北部的一座半島山與東正教會修行制度的重要中心，在希臘國內是一個自治政體。阿索斯山共有20處修道院，直接由君士坦丁堡普世牧首區管轄。
阿索斯山在希臘語中被稱為「聖山」（Άγιον Όρος），其政治實體被稱為「阿索斯政體」（Αθωνική Πολιτεία）。傳統上東正教的其他語言也將該名稱翻譯為「聖山」（如保加利亞語及塞爾維亞語的、俄語的、喬治亞語的）。在古典時期，阿索斯山所在的半島被稱作。
阿索斯山自古以來就有人居住，以近1,800年的基督教傳統和悠久的修道歷史傳統而聞名，其歷史可回溯到至少800年前與拜占庭時期。今日，來自希臘與包括羅馬尼亞、摩爾多瓦、喬治亞、保加利亞、塞爾維亞及俄羅斯等東正教國家在內的多個國家共2,000多名僧侶，在阿索斯山過著苦行生活，與世界其他地區處於隔離狀態。阿索斯山的修道院收藏了豐富且保存完好的文物，包含珍貴書籍、古老文獻與具有重大歷史價值的藝術品；自從1988年以來，阿索斯山就被列為世界遺產。
雖然阿索斯山理论上與希臘其他地區共同屬於歐洲聯盟的一部份，但其聖山修道院的地位以及阿索斯山機構的司法管轄權，受到希臘的明確描述與批准，並受到歐洲共同體（歐洲聯盟前身）的認可。在阿索斯山，人員與貨物的出入境自由受到限制，必須由修道院政體當局許可，並只限於男性入境。

## 地理
阿索斯山所在的半島，位於馬其頓中部的大型半島哈爾基季基州最東邊的一條延伸部分，向愛琴海突出50（31英里），寬度介於7和12（4.3和7.5英里）之間，面積為335.6平方（129.58平方英里）。阿索斯山本體山坡陡峭，擁有茂密的森林，高度為2,033（6,670英尺）。
半島周圍的海域較為危險，尤其是在半島尾部。在古希臘歷史中，曾經發生過兩起船難：前492年，波斯國王大流士一世在該海域失去了300艘由馬鐸尼斯指揮的船隻（希羅多德著作《歷史》第5冊Erato，埃斯庫羅斯著作《半島》）。前411年，斯巴達人也在該海域失去了50艘船（西西里的狄奧多羅斯著作 XIII 41, 1–3）。
雖然阿索斯山與內陸相連，但實際上只能經由渡船才能抵達。Agios Panteleimon與Axion Estin共兩艘渡輪每日（視天候狀況）於烏拉諾波利斯與達夫尼之間航行，並短暫停靠於西海岸的部分修道院。還有一艘小型船隻Agia Anna，也是以同樣路徑航行，但不會中途停靠。旅客也可以從伊里索斯的渡口搭船，直接抵達位於東海岸的修道院。

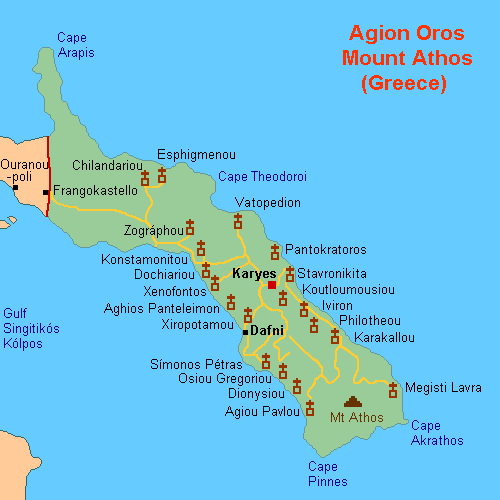
阿索斯山的地圖
阿索斯山的三維模型
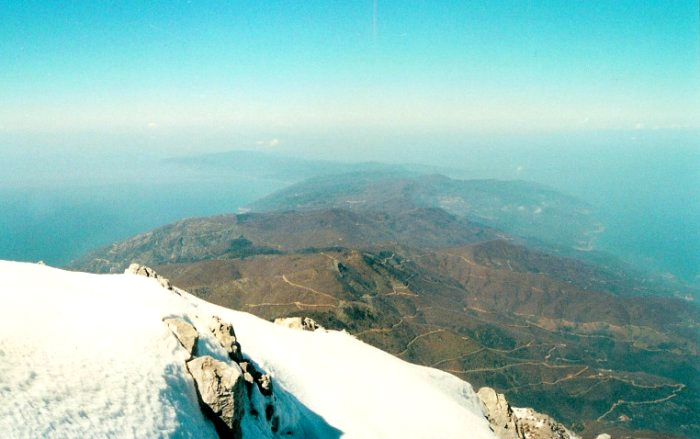
從阿索斯山山頂（40°9′28″N 24°19′36″E / 40.15778°N 24.32667°E）往西北方向瞭望的半島樣貌

## 入境

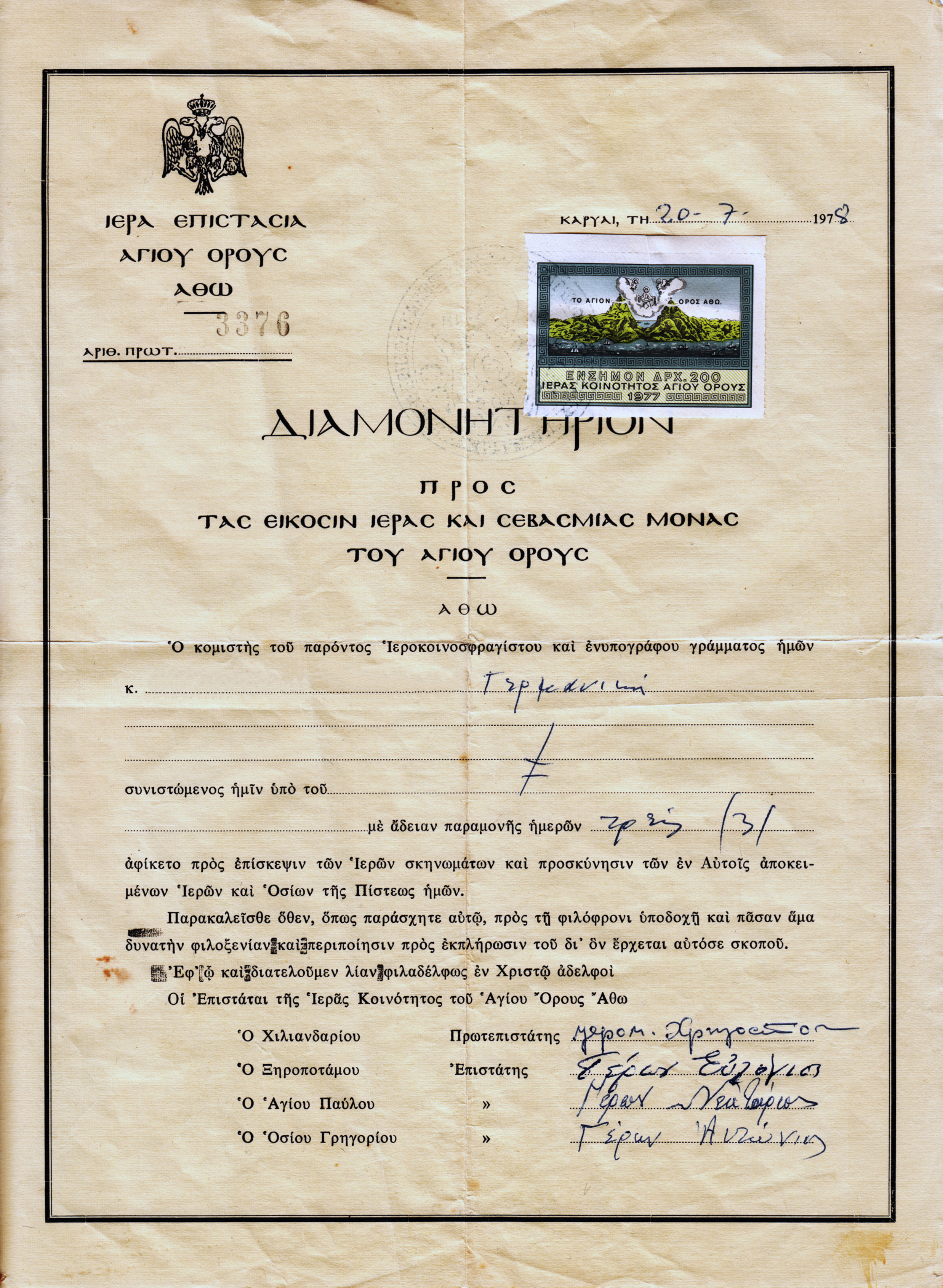
1978年參訪阿索斯山的入境證

阿索斯山限制每日開放遊客參觀的人數，必須取得限定時期的特殊入境許可。目前只允許男性入境阿索斯山，而僧侶們則稱呼這塊領土為「童貞馬利亞的花園」，東正教教徒則有優先許可入境權。半島的居民資格必須為年滿18歲的東正教教徒，可以是僧侶或工人。

## 历史

### 上古時期
在希臘神話中，阿索斯是在巨人與天神的戰爭時巨人族的一員。阿索斯將一塊巨大的石頭丟向海神波塞頓，使他跌入愛琴海，變成了阿索斯山半島。根據另一個版本，波塞頓用此山埋葬戰敗的巨人。
古希臘歷史學家希羅多德記述從利姆諾斯島上來的皮拉斯基族人移民至此半島，當時稱作Acte或Akte（Herodotus, VII:22）。斯特拉波紀錄半島上的五個城市：Dion (Dium), Cleonae (Kleonai), Thyssos (Thyssus), Olophyxos (Olophyxis), Acrothoï (Akrothoön), of which the last is near the crest. (《地理學》, VII:33:1 ,斯特拉波) Eretria 亦於 Acte 建立了殖民地。另外兩個城市則建立於古典時期 : Acanthus (Akanthos) 及 Sane. 部分城市自己鑄幣。
西元前483年，半島在波斯王澤克西斯一世入侵的路線上，他在地峡開通了一條運河，使得入侵艦隊得以通過。亞歷山大大帝逝世後，建築家 Dinocrates (Deinokrates)提議將整座山雕成亞歷山大的雕像。
在近世紀的半島歷史缺乏紀錄。考古學家無法確定斯特拉波紀錄中城市的確切位置。據信，這些城市應被阿索斯山的新居民，於七世紀左右開始遷入的僧侶們所廢棄。

### 基督教前期
根據傳說，聖母瑪利亞和使徒约翰在乘船從塞浦路斯到拉撒路（Lazarus）的途中，因天候不好，漂流到阿索斯半島上，於是聖母瑪利亞將此地定為神聖區域，宣告女性和小孩永遠不得踏入這裡，於是就有「聖山」之名的由來。
历史上对古代阿索斯山的记载很少，只知道公元4世纪修士们已经来到这里，很可能是更早的3世纪。在君士坦丁大帝的統治時期（324年─337年），基督教徒與異教徒均居住於此。在背教者尤利安（Ιουλιανός o Παραβάτης，361年─363年）統治時期，阿索斯山的教堂被摧毁，基督徒藏身於树林中或難以接近的地方。後來，於狄奧多西一世的統治時期（Θεοδοσιος ο Μεγας，383年─395年）摧毀異教徒的神殿。辭典編纂者Esychios the Alexandrian（Ησύχιος ο Αλεξανδρεύς）記載：在5世紀時，仍有異教徒的神殿以及「宙斯 Athonite」的雕像。在穆斯林征服埃及（7世纪）后，许多修士从埃及沙漠前往尋找另外的樂土，一部分的人到了此地，並於阿索斯半岛生根。一份古籍記載了修士們「...用窄木板建造茅舍，以稻草為頂，從野地採集水果做為額外的食物...」。

### 拜占庭时期
懺悔者狄奧法內斯（Theophanes the Confessor，8世紀末）及喬治·克迪諾斯（George Kedrinos，11世紀) 於726年寫下了從阿索斯山看見席拉火山噴發，提供當時已有居民居住於此的資料。史學家真尼西柯（Genesios）紀錄了來自阿索斯山的僧侶參加了第七次的Ecumenical Synod of Nicaea (843年) (疑為 第二次尼西亞公會議)。860年左右，著名的僧侶 Efthymios the Young (Ευθυμιος ο Νεος)来到阿索斯山，在他的住處週圍建起了一些僧侶庵社("skiti of Saint Basil")，可能靠近於 Krya Nera。在被稱作"馬其頓人" (acedonian, )的皇帝巴西尔一世 統治下，前克里特大主教 (後來是塞薩洛尼基大主教) Basil the Confessor  (Βασίλειος ο Ομολογητής)在現今位於希利安达里乌修道院的港口建起了一个小修道院。此後不久，一份883年的文件記載了 約翰·科洛沃斯(Ioannis Kolovos ,Ιωαννης Κολοβος) 於 Megali Vigla 建起了修道院。在一枚885年的巴西尔一世金幣上， 聲明阿索斯山是屬於僧侶的地方，俗人、農夫或牧人不得定居於此。次年，在皇帝利奧六世的王室佈告中，我們可以讀到："...so called ancient seat of the council of gerondas (council of elders)...", 指出在那已有某種行之有年的僧侶管理制度。887年，一些僧侶向皇帝——智慧者利奧六世提出了勸告：Kolovos 修道院發展得愈來愈大以至於失去（各修道院之間）的和平。908年，"第一位"僧侶的存在被文件紀錄下來，這位僧侶是修道院社群的領導者。943年，修道院的邊界被精確繪制成地圖，當時卡里埃已是主要城鎮，擁有行政的一席，並有了“中心大教堂”( "Megali Mesi Lavra",Big Central Assembly)的名字。956年，一份公告出示 Xiropotamou 修道院約1/4英畝的土地(2 500 m²)，这意味着这座修道院已经很大了。
958年，修士圣亚他那修的安東尼 (Άγιος Αθανάσιος ο Αθωνίτης)到达阿索斯山。962年，在Karies建造"Protaton"中心大教堂。次年，得到朋友——皇帝尼基弗鲁斯二世的支持，大拉伏拉修道院開始建造，到今天他仍是20个修道院中最大、最著名的一個。享受著拜占庭帝国皇帝保護，此修道院在接下來的幾個世紀中，財富與財產顯著的增長。13世纪的第四次十字軍東征產生了天主教的新霸主，直到加泰罗尼亚 傭兵於14世纪的奇襲使拜占庭帝国復興前，僧侶向教宗諾森三世抱怨並要求仲裁。14世紀中的於靜修(hesychasm)的神學衝突：實踐於阿索斯山並由Gregory Palamas所保禦的。

### 鄂圖曼土耳其時期
拜占庭帝国崩毀於15世纪，1430年，新兴的伊斯兰教向此地扩张，穆斯林建立的奥斯曼帝国接管了阿索斯山。他们向修道院征收重税，并長期地任由他們自生自滅。在16世纪，修士的人数和财富衰减，但在19世紀左右，又因捐獻以及來自其他东正教国家（诸如俄罗斯、保加利亚、罗马尼亚和塞尔维亚）的新血注入而漸漸回復舊貌，每個国家在個別修道院滲入他們的影響力。在1912年，第一次巴尔干战争期間，土耳其人被希臘海軍逐出，在希腊和俄国在短暫的主權衝突後，第一次世界大战后此半岛才正式地歸属于希腊。

### 近代
根据由神聖共同體（The Holy Community）於1913年10月3日通過的法令以及国际条约 : 伦敦条约（1913年）、布加勒斯特条约（1913年）、納伊條約（1919年）、色佛爾條約（1920年）和洛桑条约（1923年），阿索斯山自治区域被認定為希腊的一部分。之後希臘內閣批准了由卡里埃的聖域共同體之特別雙重議會（"Special Double Assembly" of the Holy Community in Karyes）通過的阿索斯山憲政路線圖（Constitutional Map）。這個政體源自於「修道院自治州」（self-ruled monastic state），載於一張由拜占庭皇帝約翰一世於972年簽署並密封的金璽詔書上。這份文件被保存於卡里埃的聖域行政委員會（House of the Holy Administration in Karyes）。阿索斯山的独立之後由皇帝阿歷克塞一世 於1095年重新承認。根据希腊的憲法 （页面存档备份，存于），阿索斯山（the "Monastic State of Aghion Oros"）政治上自治，並由20所主要的修道院所組成（組成神聖共同體來管理此區域），首府兼行政中心的卡里埃作為希腊一省代表——省長的駐地。在希臘許可下，阿索斯山的狀態被特意的標明，並交由欧盟批准（當時是歐洲共同體）。
阿索斯山的修道院一直反對普世教會合一運動，尤其針對君士坦丁堡正教会頻頻向罗马天主教示好的舉動，附帶一提君士坦丁堡的舉動，也在俄羅斯東正教會、塞爾維亞東正教會等其餘東正教牧首的教會內眾多神職人員與信眾的反對。對於此觀點，埃斯菲格迈诺斯修道院特別敢言，於1972年豎起黑旗抗議君士坦丁堡普世牧首阿忒纳哥拉一世與保祿六世會晤。埃斯菲格迈诺斯修道院隨後被逐出了 Athonite Community 的代表團。2002年，衝突擴大，君士坦丁堡普世牧首巴尔多禄茂一世宣佈埃斯菲格迈诺斯修道院僧侶是不合法的修士會，並下令驅逐他們；修士們拒絕此驅逐命令，並封鎖抵抗前來取代他們的修士會。
近來，阿索斯山修道院多次的被野火侵襲。如1990年8月，以及於2004年3月，燒毀了塞爾維亞修道院Hilandar的一大塊區域。由於修道院通常都位於丘陵頂部，地點幽僻，難以取得適合的滅火裝備，使得這些野火通常造成頗大的損傷。
2004年9月12日，亞歷山大牧首彼得七世，在前往阿索斯山的途中，與其餘16人在半島外的愛琴海上，於一場直升機墜機意外中去世。

#### 邮票
1915年至1916年冬季，盟军打算占领阿索斯山。他們預先準備了一組郵票，預計於1916年1月25日發行，作為 Monastic Republic 的統治政體所使用。
这些邮票以12枚為一張（4行x3列），由皇家方舟號水上飛機母艦運送，共六種面額，最高面額高達1先令，均以黑白印製，但有各種不同的紙張類型。
这些邮票的设计均有方邊，以三種語言印上「MOUNT ATHOS」，底下為英文，左側為俄文，右側則是希臘文。頂部書寫著「THEOCRACY」（神權政體）。這個稱呼在四個角落均有出現，底下兩個以英文書寫，左上是希臘文，俄文則位於右上方。中間的圖案是一隻雙頭的拜占廷之鷹，在他的胸膛上的橢圓框中，有著聖母與子的肖像。
这些邮票不具有正式的身分，被列為尚未正式發行。
这些邮票有2点引起人們的興趣：
- 是唯一發行有3种不同语言的文字及貨幣。
- 僅在戰時於一艘軍艦上生產。

## 管理與組織
阿索斯山由20個修道院的代表組成的神圣共同体（“Holy Community”，Iera Kinotita）治理, 擁有類似管理委員會的四人的組織圣域行政委员会（“Holy Administration”，Iera Epistassia），以首席（“First”，Protos）為首。人民的權力由經希臘外交部長指定的總督（Civil Governor）代理，外交部長的主要責任是監督這些機構以及公共秩序。精神上，阿索斯山由君士坦丁堡牧首直接管轄。
20个修道院到今天仍遵守寺院集體生活制（coenobitic system），管理權掌握在修道院長（“Abbot”，Igoumenos）手中，修道院長由修士會選舉產生，是修道院的統治者以及精神上的父親，修士會則是立法團體。其餘的編制（loisters、cells、huts、retreats、hermitages）都依靠這这20个修道院，以“homologo”為依據，指定修士。
在修道院之外，另有12個“sketae”，即較小的僧侶團，如同分布在半島上的許多（單獨的）隱居處。所有以修道院方式生活的人，被視為見習僧或修道士，不需任何手續即取得希臘公民權。一般信徒經核准後可前往參訪半岛。
位于阿索斯山的20座修道院中，17座属于希腊正教，其他3座属于其他东正教国家：希利安达里乌修道院属于塞尔维亚，佐格拉夫修道院属于保加利亚，圣潘代莱蒙修道院属于俄罗斯。

### 严禁女性进入
傳說中聖母瑪利亞和使徒约翰乘船途中漂流到阿索斯半島上，於是聖母瑪利亞將此地定為神聖區域，宣告女性和小孩永遠不得踏足半島。
实际上，为了減少性誘惑，妇女在半岛上是彻底禁止的，某個挺有名氣的事實是这里甚至禁止雌性家畜（据称猫和蛋鸡除外，因為猫能捕鼠，蛋鸡能提供聖像畫使用的新鮮蛋黃）。懲罰是監禁一到兩年。歐洲議會曾兩度催促希臘改變此項規定，但被回絕。
然而在希腊内战期间，阿索斯山确实收容了包括妇女和女孩的难民。在1930年代，甚至更發生了一件意外事件：第一位贏得欧洲小姐的希腊選美選手阿利基·蒂波拉拉可，以男性裝束混進阿索斯山，震驚了世界。她違反禁忌的行為在1953年7月13日《時代雜誌》獲得專題報道，標題是：“罪的頂點”（The Climax of Sin），文章內容是透過歷史談論「女人角色」的轉換。

## 阿索斯山的文化及生活

### 建築

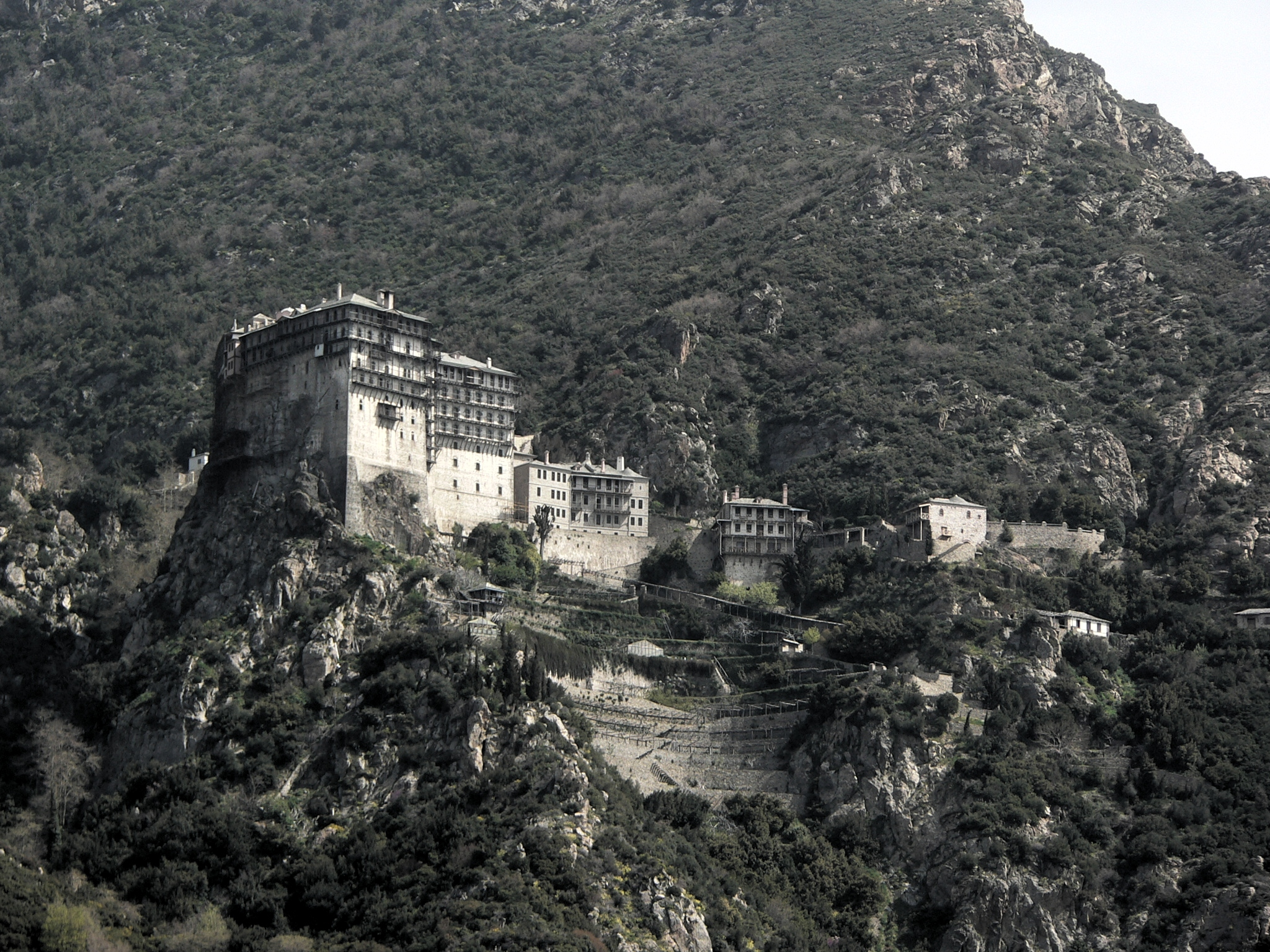
西蒙岩修道院

这些修道院的建筑结构和修道士的住所（cloisters）由一群建築包圍著中庭的連續高大建築組成。這些建築也具有保護盾的功用，使得阿索斯山半島的修道院有著獨特形似城堡的外觀。建築中亦有開著槍眼的高塔。基於防禦的理由，入口通常為隧道狀，被厚重的覆鐵木門緊閉。在靠近主要入口的外側, 通常有個視野良好的寬敞小亭（kiosk）。修道院最重要的部分是靠近中央的內部中庭，中間的教堂稱作“katholikon”，相對的西側餐廳則稱作“trapeza”。其他修道院的基础部分是會堂（Assembly room）和辦公室（administration offices）、賓館、修士的住處、圖書館、聖器收藏室。在大教堂西側的入口有著“Fiali”, 盛著聖水的裝飾華麗的大理石盥洗臺。在中庭內有著清水的噴泉。小禮拜堂散佈在修道院的各個地方。
每個修道院或寺院都有個小港接收來自海上的補給，稱作“arsanas”（來自拉丁文“arsenal”），常常築於堅固的高塔。
教堂內，修道院及寺廟的聖像架，聖器收藏室及圖書館內，基於信仰、藝術、歷史或國家的重視，保存著聖髑及無價之寶。一般遊客因安全的理由是難以接近的。

### 艺术宝藏
阿索斯山修道院擁有大量無價中世紀艺术宝藏，包含聖像、禮拜衣和物件（十字架、聖餐杯），古抄本以及其他基督教文本、帝國的金幣（chrysobulls）、聖物等。但至今尚未有組織性的研究及保存，但近來欧盟正在挹注資金於編目，保護以及修復這些資產。

### 語言
所有希腊修道院通用希腊语，但有些修道院使用其他语言，圣潘代莱蒙修道院用俄语（35名僧侣），伊维龙修道院使用格鲁吉亚语（53名僧侣），希利安达里乌修道院使用塞尔维亚语（46名僧侣），佐格拉夫修道院使用保加利亚语（15名僧侣），以及“the Sketae of Prodromos and Lacu”使用罗马尼亚语（64名僧侣）。今天，许多希腊修士能说英语。

### 曆法
阿索斯山保留了羅馬時期的儒略曆，不論官方文書還是日常生活，都使用儒略曆，比公曆晚了13天。

### 待客之道
近年來遊客數目的增長，使得傳統的待客之道是修士們最令人感動但也許是現今最困難的任務。招待客人的需求往往超出修士們實際的意向及修道院的負荷。拜訪阿索斯山最好的季節是遊客較少的冬天。在前往特定的修道院前, 最好先打個電話確認他們是否能留宿你。居留於賓館（archondariki）的訪客必須尊重而且跟隨修道院的行程：祈禱（在教堂中禮拜或單獨禮拜）、共同用餐、工作（依不同修士的職責）及休息。如果你在進行特殊的食物療法、禁食、或想要領受聖餐（僅提供給東正教信徒）請及時讓咨客（archondaris）知道。宗教慶典期間，通常有長時間的守夜，白天的行程會整個重新調整。到達阿索斯山時務必詢問日夜的行程。日落時修道院的大門關閉，日出時才會重新開啟。

### 隱士團
隱士團的修道院生活皆不同。有些像是整潔的農舍，有些像是粗劣的茅舍，有些則有上一世紀的優美的拜占庭傳統或俄羅斯結構。單人室的修士需要處理每天生活的瑣事，訂定每日的計畫。對訪客來說，體驗這方面的修道院生活也是很值得的，但大部分的房室都很狹小，並沒有足夠的空間招待客人。
兩種隱士團：第一種在建筑和生活方式都跟隨傳統的修道院典型。相反的，第二種更像是小型的村莊，日常生活則像是在單人室中，但同樣也有公共生活的職責。靠近社區的中心是中心教堂，稱作"kyriako"（可被翻譯成"週日用"），修士會週日集會的地方及宗教慶典舉行處。通常还有管理室、图书馆、倉庫及賓館。

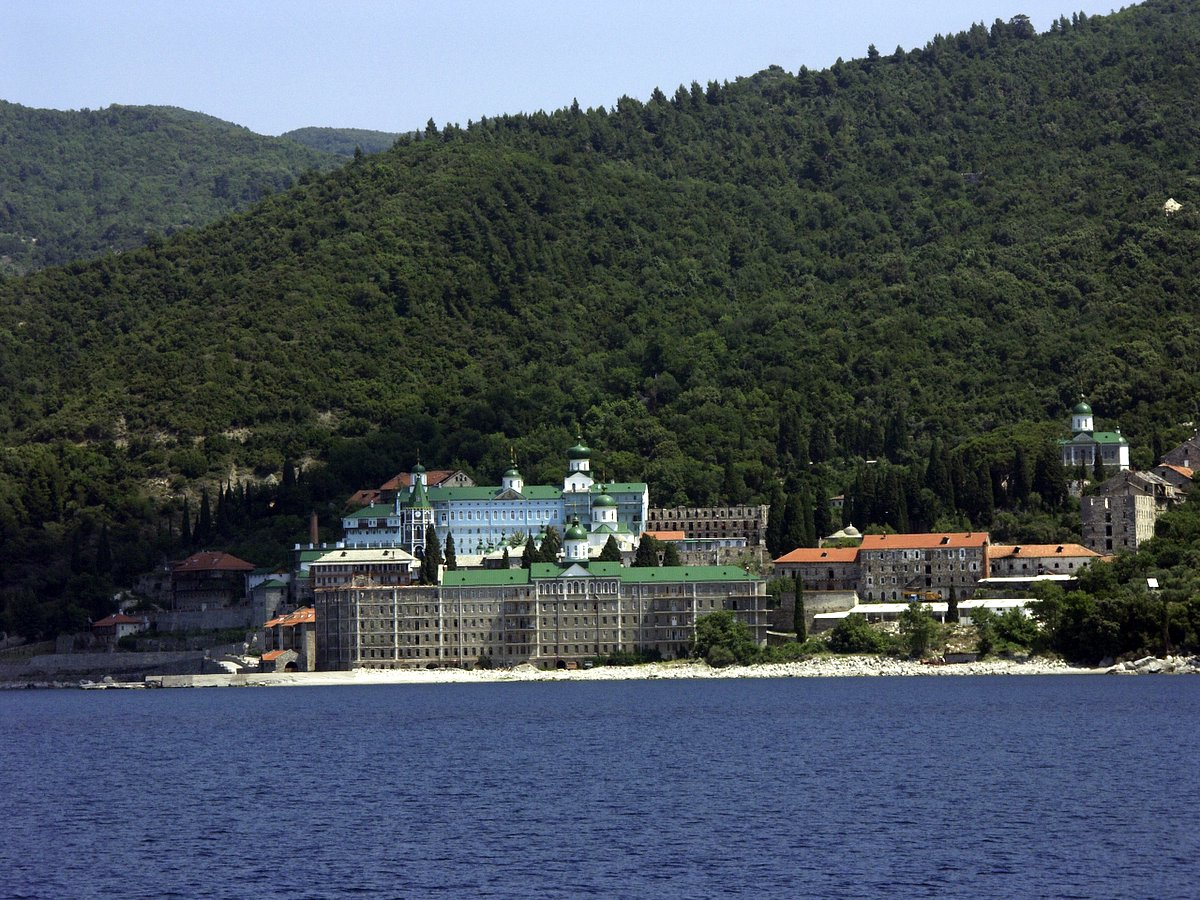
圣潘代莱蒙修道院

## 文献
- The 6,000 Beards of 阿索斯山 ISBN 0-85955-251-9 by Ralph H. Brewster.半岛指南, 第一版於1935年發行，對於地形、修道院、skites、以及居民有諸多細節描述，包含風俗習慣以及不常討論的內容。
- 阿索斯山 ISBN 960-213-075-X by Sotiris Kadas. 修道院及歷史的導覽，附插畫(Athens 1998)。 有許多阿索斯山上拜占庭艺术宝藏的插畫
- Athos 阿索斯山 by Sydney Loch. 1957 & 1971 發行 (Librairie Molho, Thessaloniki). Loch 在 花了大半生於 Athos 附近 烏拉諾波利 的拜占廷塔, 並記述了他多次拜訪阿索斯山的紀錄. 非常迷人的遊記。塞薩洛尼基的知名書店 - Molho 可能留有一些副本。
- Dare to be Free ISBN 0-330-10629-5 by Walter Babington Thomas. 從二次世界大戰中逃跑的戰俘觀點，因躲避追捕而在半島上的一年，提供深入阿索斯山僧侶於二次世界大戰期間生活的觀察。
- Blue Guide:希腊 (ISBN 0-393-30372-1), pp. 600–03. 提供歷史及遊客資訊。

## 相册

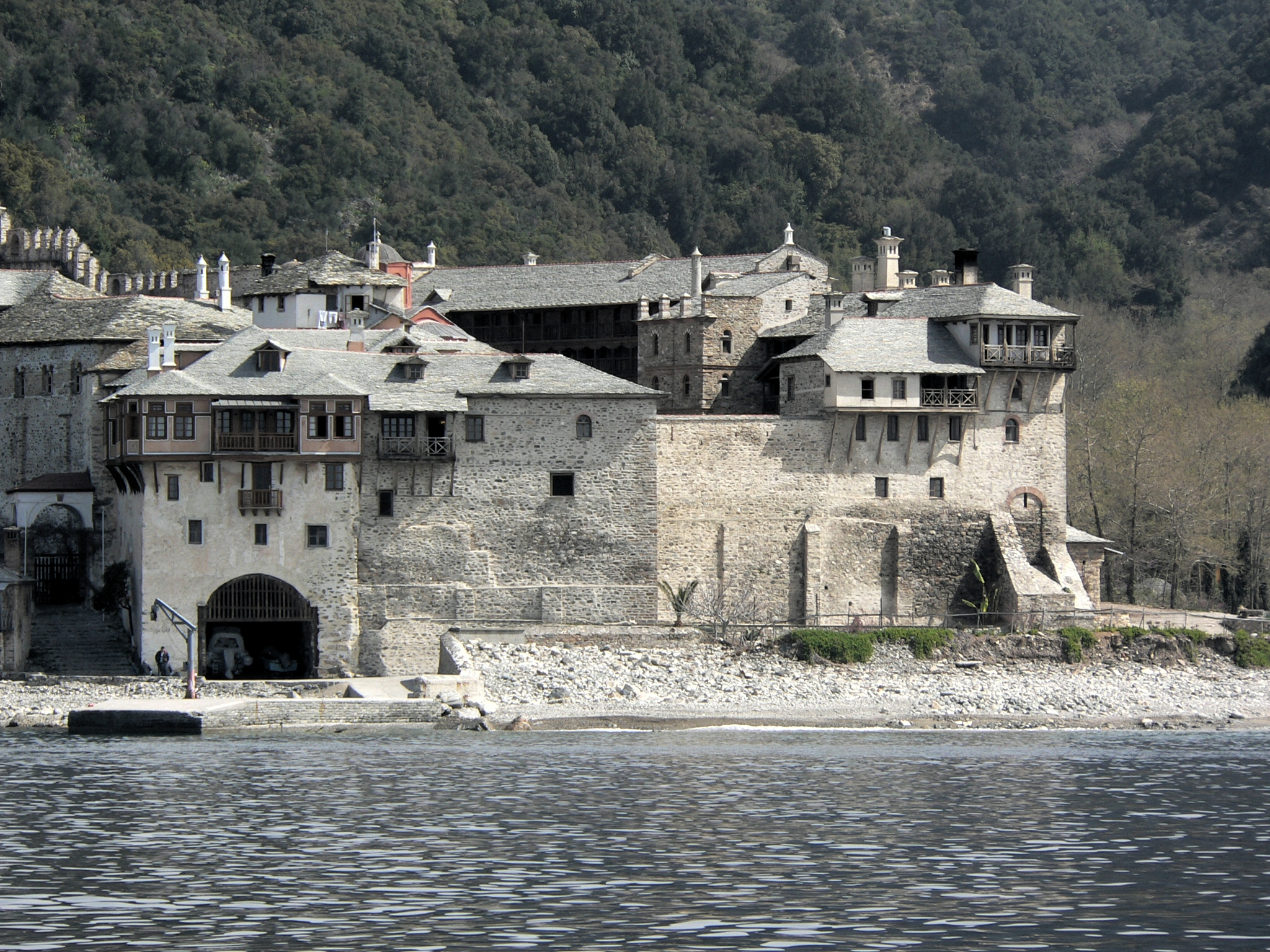
克賽諾豐多斯修道院
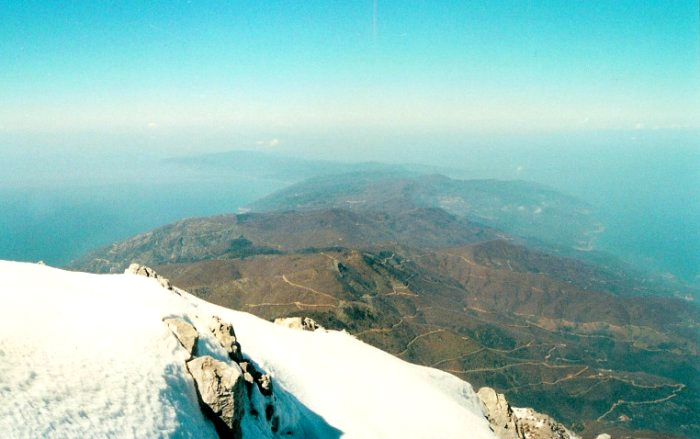
阿索斯山峰上所見的半島景色
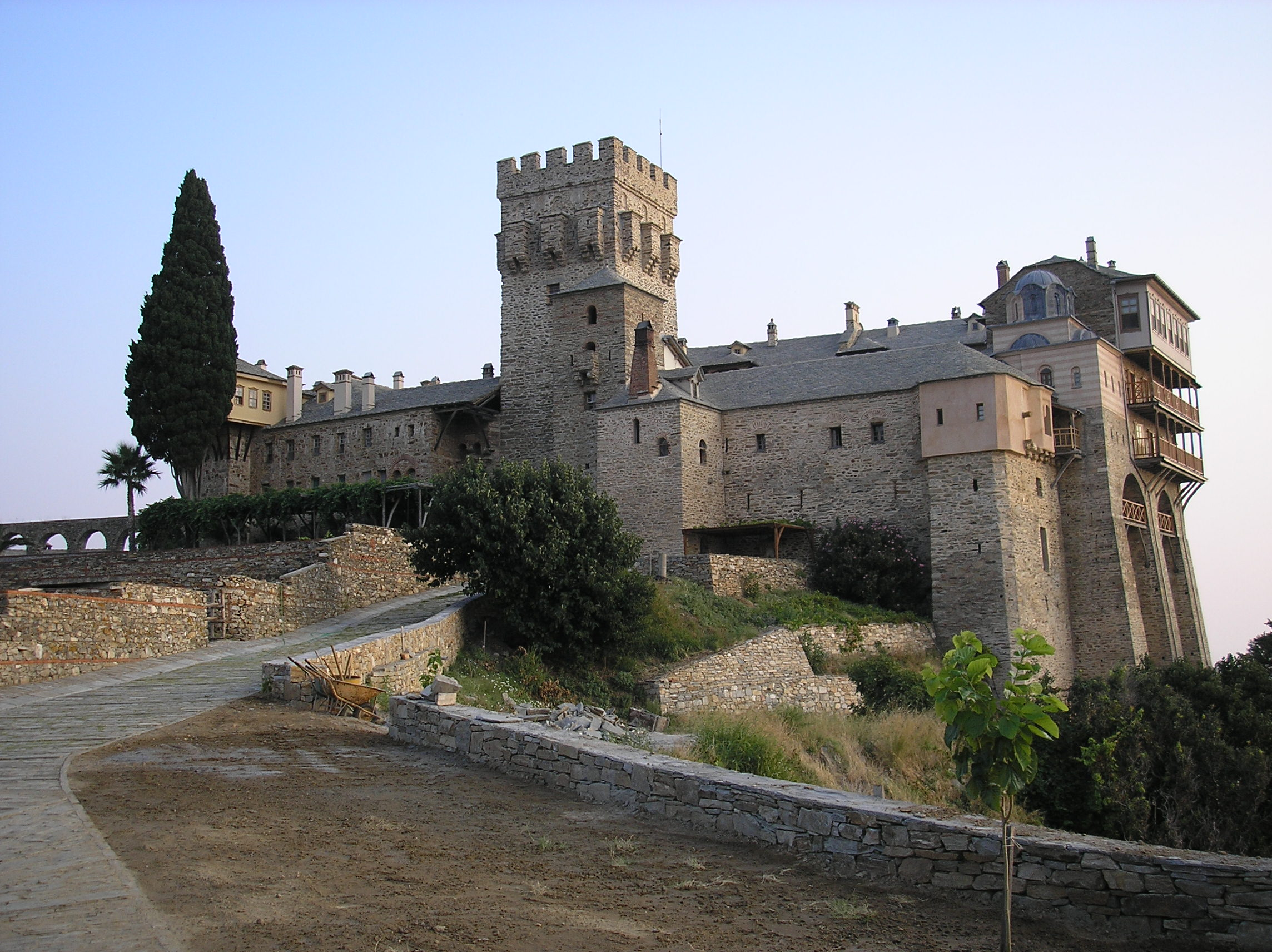
斯塔夫羅尼基塔修道院，為山上最後成立的修道院
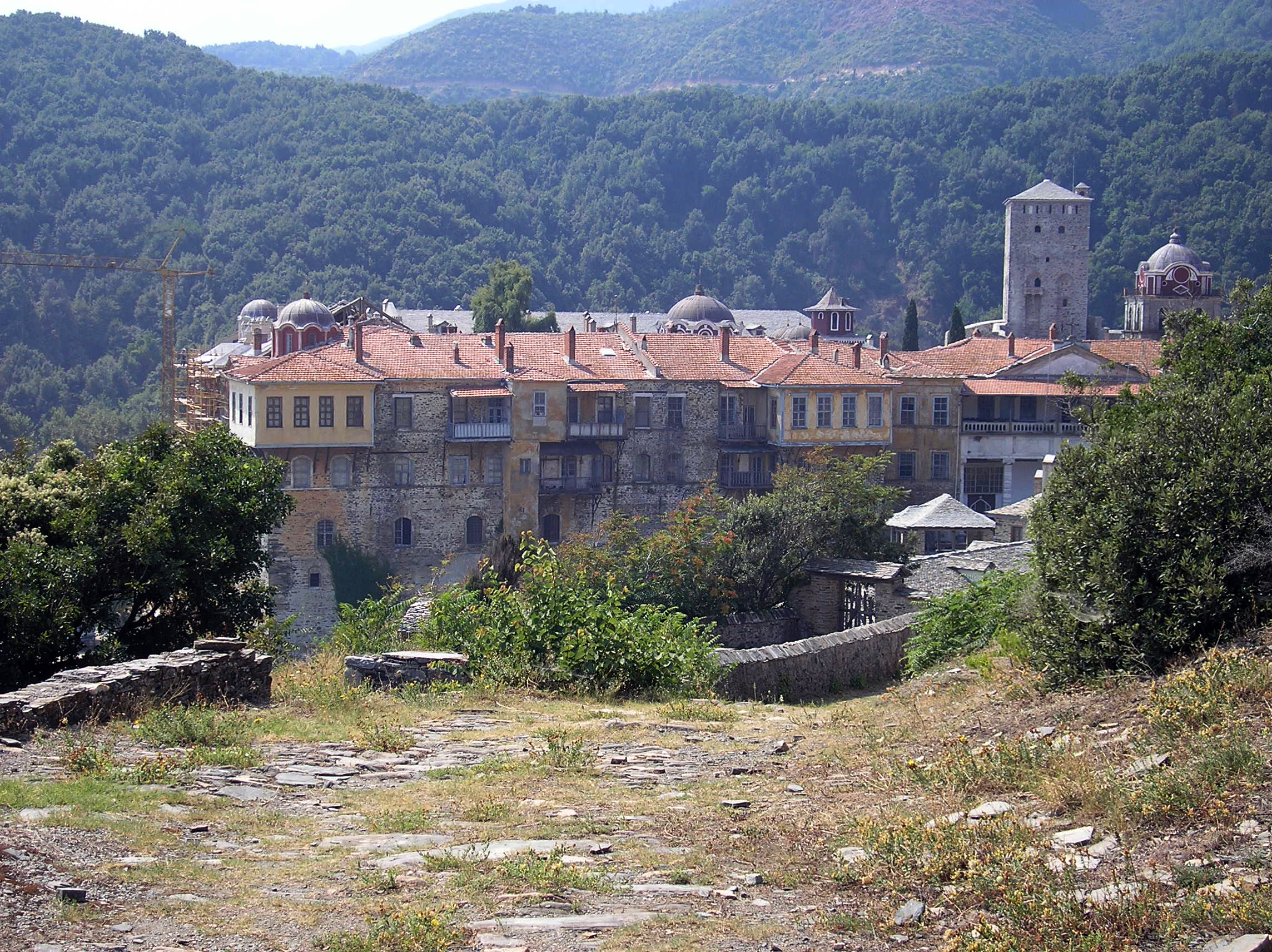
喬治亞人興建的伊維龍修道院
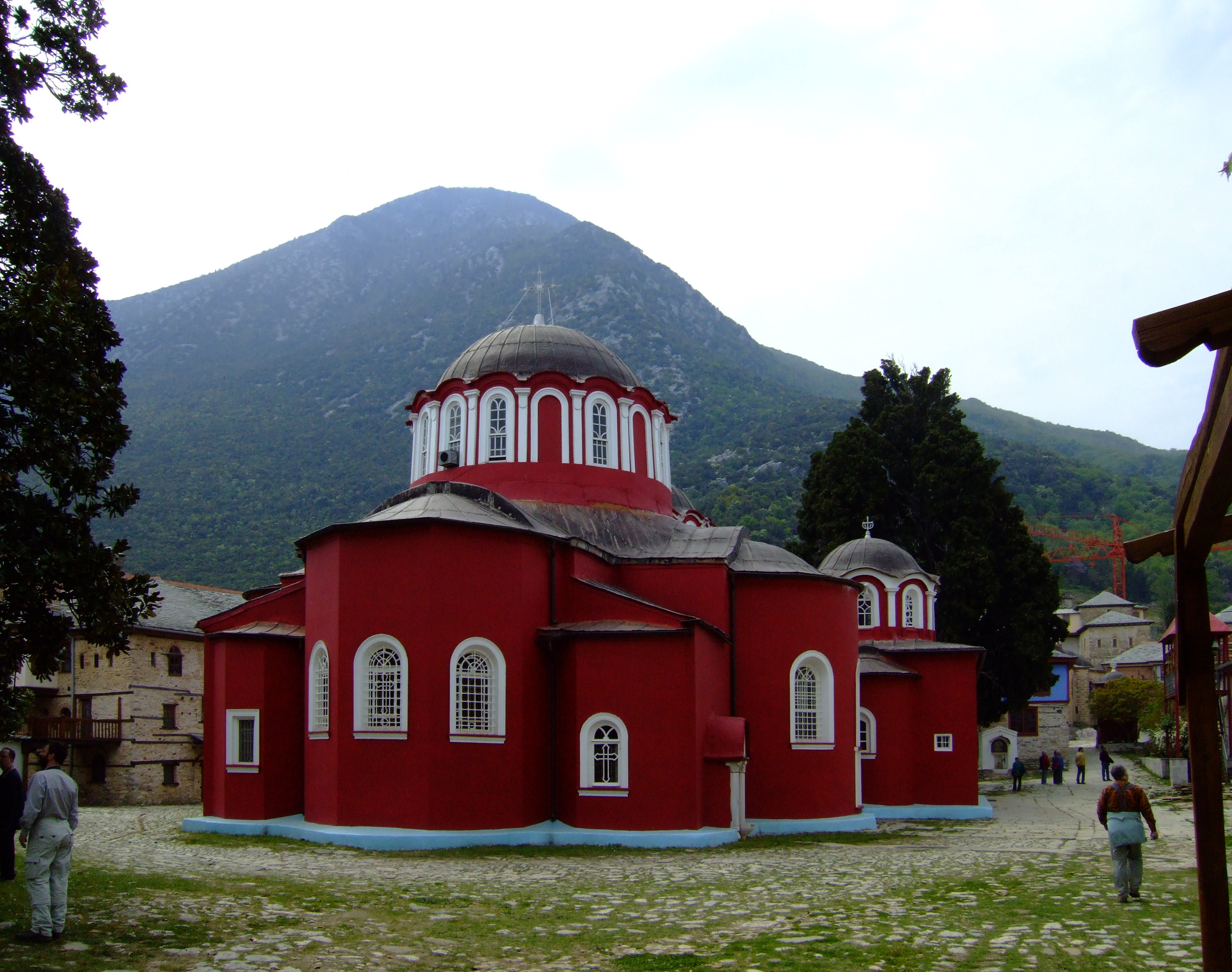
大勞拉修道院的主教堂
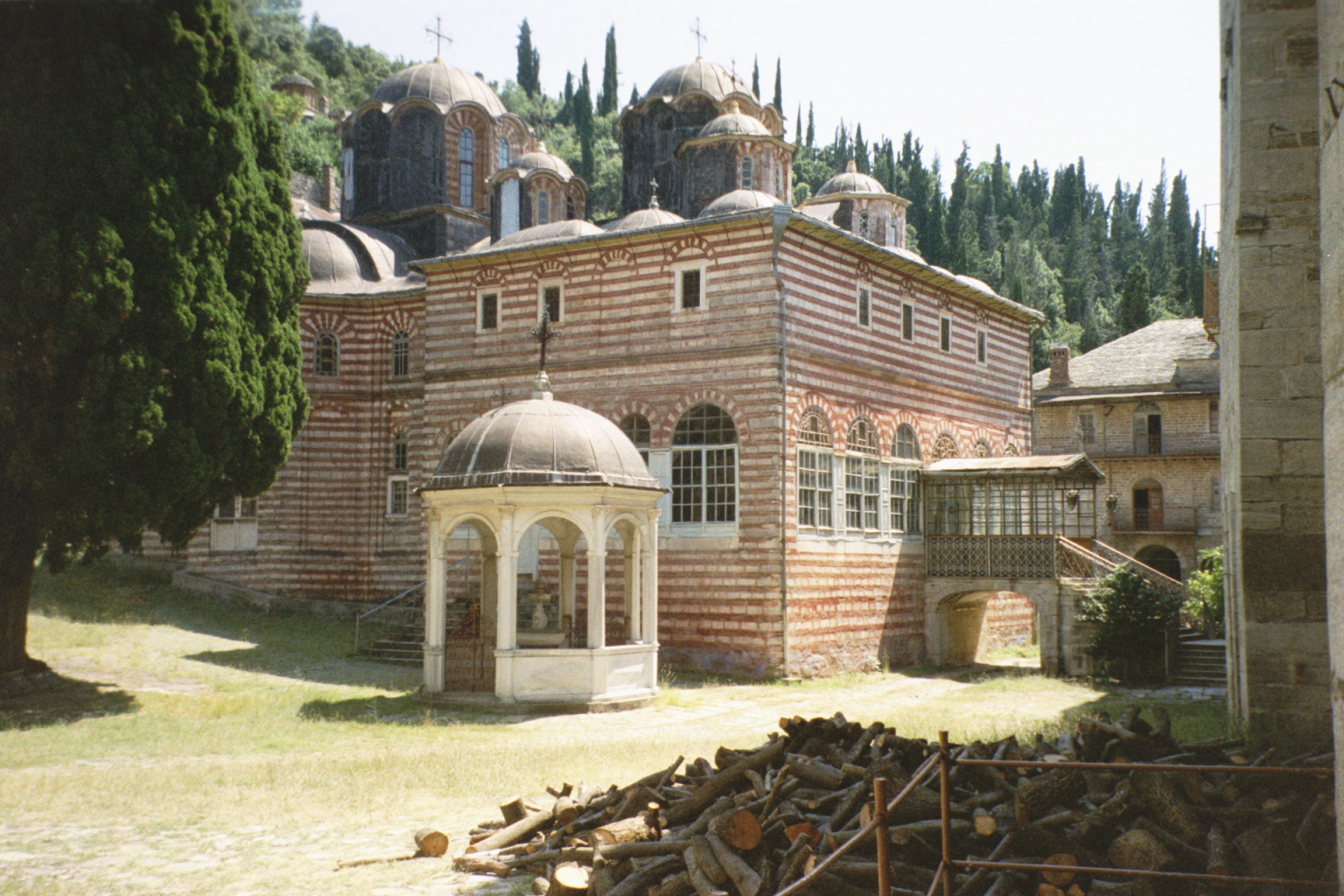
佐格拉夫修道院內廷
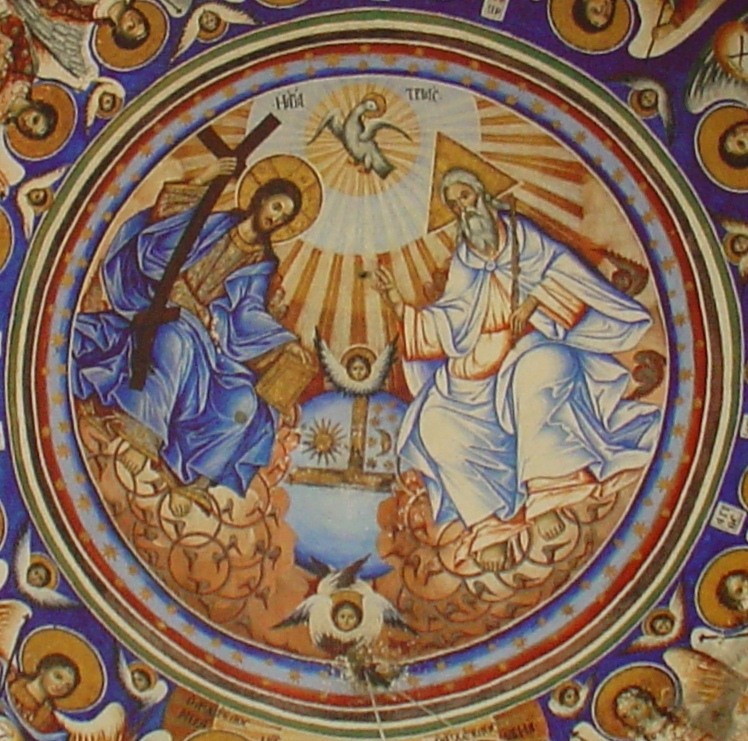
瓦托派季烏修道院入口天花板上的壁畫
希利安達里烏修道院
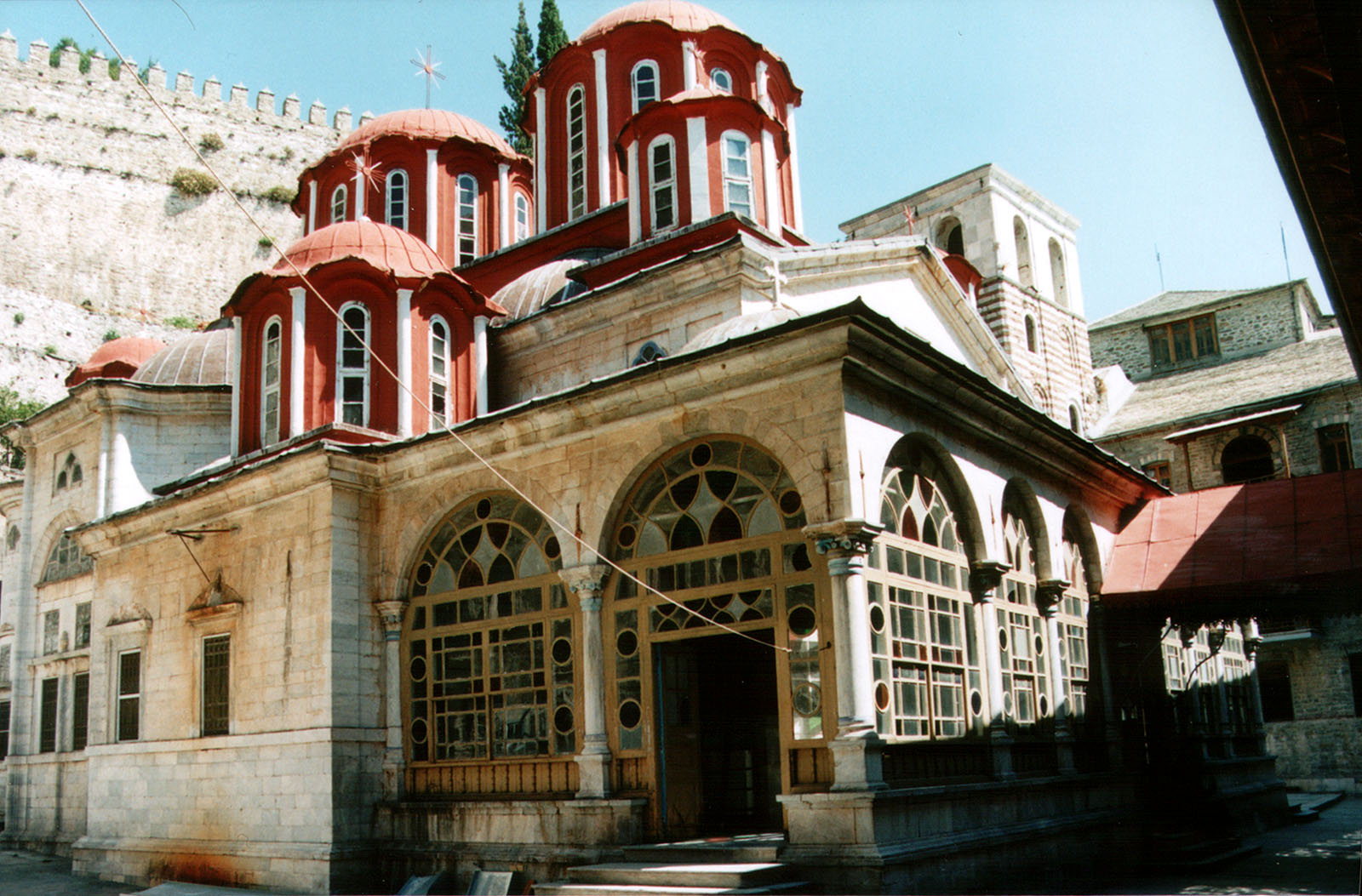
聖保羅修道院
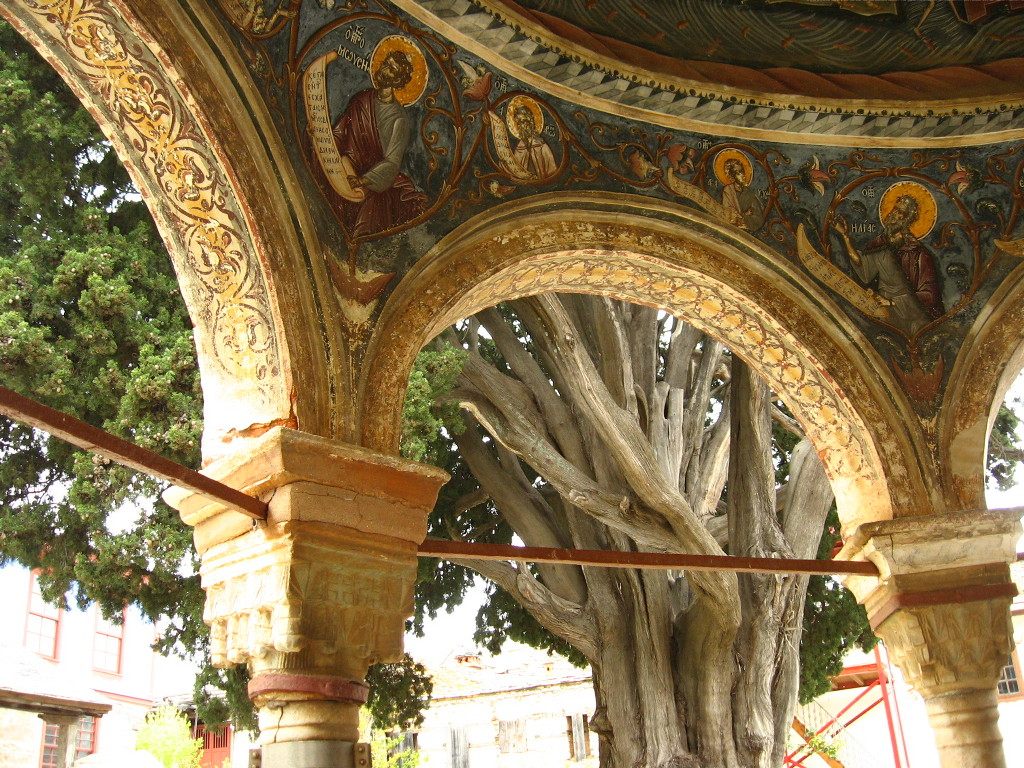
大勞拉修道院入口的老柏樹
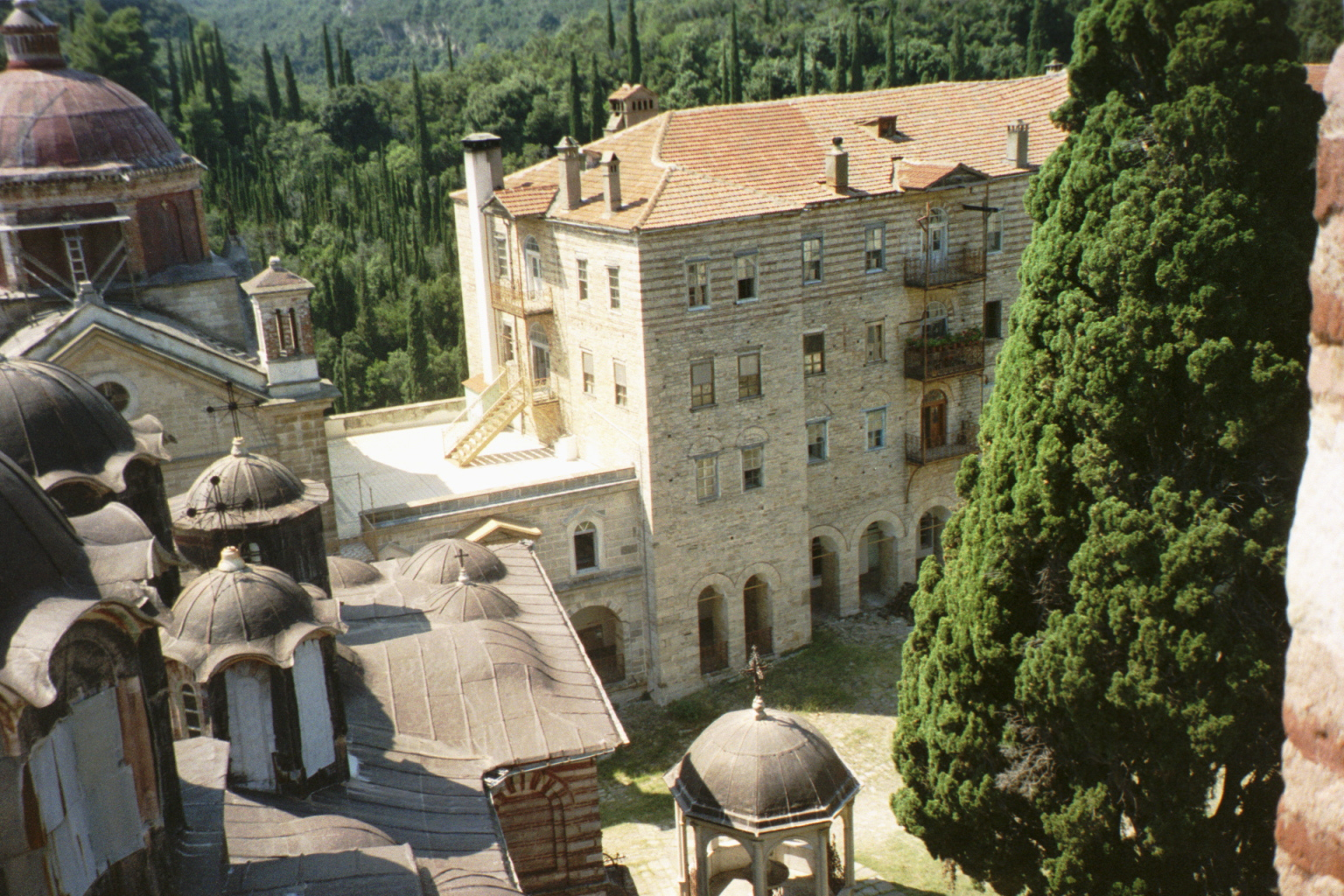
從鐘樓所見之佐格拉夫修道院
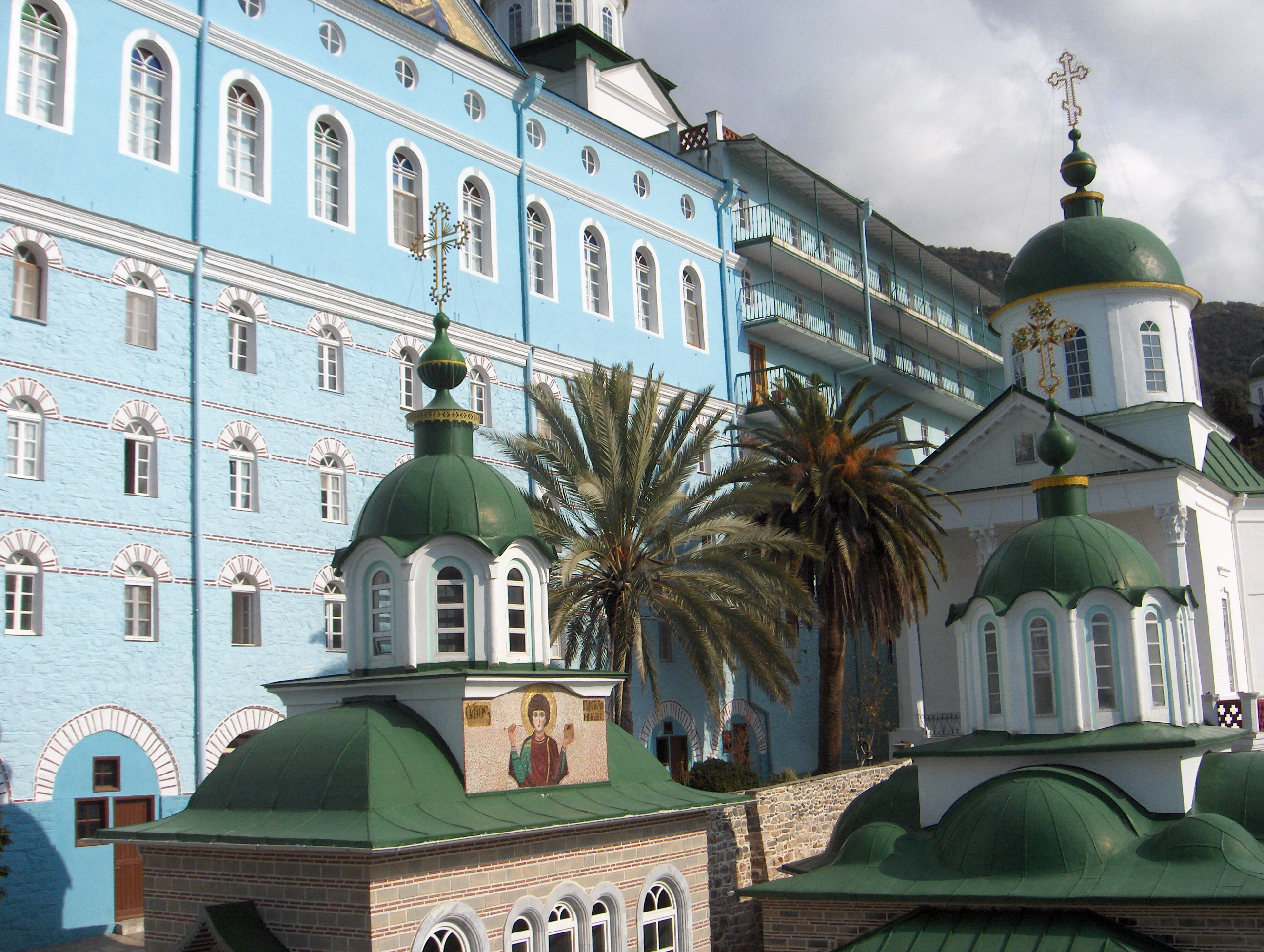
聖潘代萊蒙修道院